# Stade Giuseppe-Moccagatta
Le stade Giuseppe-Moccagatta (en italien : Stadio Giuseppe Moccagatta), également connu sous le nom de stade communal Giuseppe-Moccagatta (en italien : Stadio Comunale Giuseppe Moccagatta), est un stade de football italien situé dans la ville d'Alexandrie, dans le Piémont.
Le stade, doté de 5 926 places et inauguré en 1929, sert d'enceinte à domicile aux équipes de football de l'Unione Sportiva Alexandrie Calcio 1912, ainsi que pour les équipes de jeunes et féminines de la Juventus.
Le stade porte le nom de Giuseppe Moccagatta, homme d’affaires, homme politique et dirigeant sportif italien.

## Histoire
Entre 1927 et 1928, sous la pression des autorités locales et nationales, un projet de stade moderne est présenté prévoyant la mise en place d'un centre conforme aux pratiques du régime fasciste, à savoir une piste d'athlétisme, une piscine et même un monument aux morts.
Le stade ouvre ses portes en 1929 sous le nom de terrain del Littorio (en italien : Campo del Littorio). Il est inauguré le 6 octobre 1929 lors d'une victoire 3-1 en Serie A des locaux de l'US Alexandrie sur l'AS Rome (le premier but au stade étant inscrit par Umberto Alessio, joueur d'Alexandrie). Le stade est officiellement inauguré le 28 octobre 1929, à l'occasion du septième anniversaire de la marche sur Rome.
En 1946, après la fin du régime fasciste, le stade est renommé en stade Giuseppe-Moccagatta en hommage à Giuseppe Moccagatta, décédé un mois plus tôt.
La capacité des tribunes atteint jusqu'à 25 000 places en 1956, puis subit une réduction drastique, notamment à la suite des inondations du Tanaro en 1994, où les tribunes sont largement repensées et les dimensions du terrain fixées à 105 × 68,40 m (selon les diktats du football professionnel).
En 2001, à la suite des travaux de rénovation du stade communal de Valenza, le club du Valenzana Mado joue provisoirement ses matchs à domicile au Stade Giuseppe Moccagatta.
Entre le second semestre 2009 et janvier 2010, des travaux de maintenance sont entrepris, tels que l'installation d'un nouveau tableau d'affichage électronique et la reconstruction totale du virage nord avec une structure droite adossée au terrain.

## Galerie

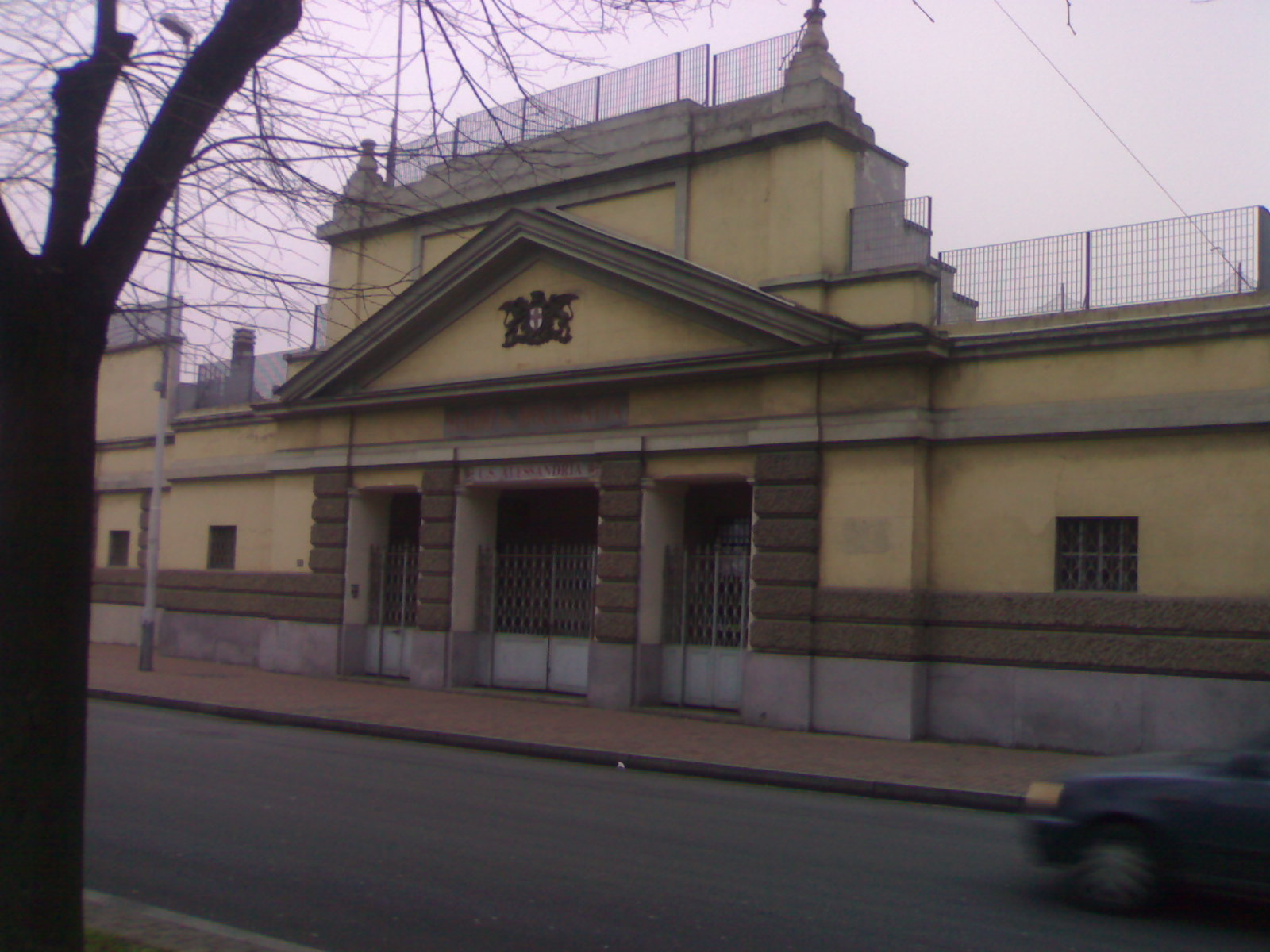
Entrée du stade